# Lithoselatium pulchrum
Lithoselatium pulchrum is een krabbensoort uit de familie van de Sesarmidae. De wetenschappelijke naam van de soort is voor het eerst geldig gepubliceerd in 2009 door Schubart, Liu & Ng.